# Stadtkirche Laufenburg

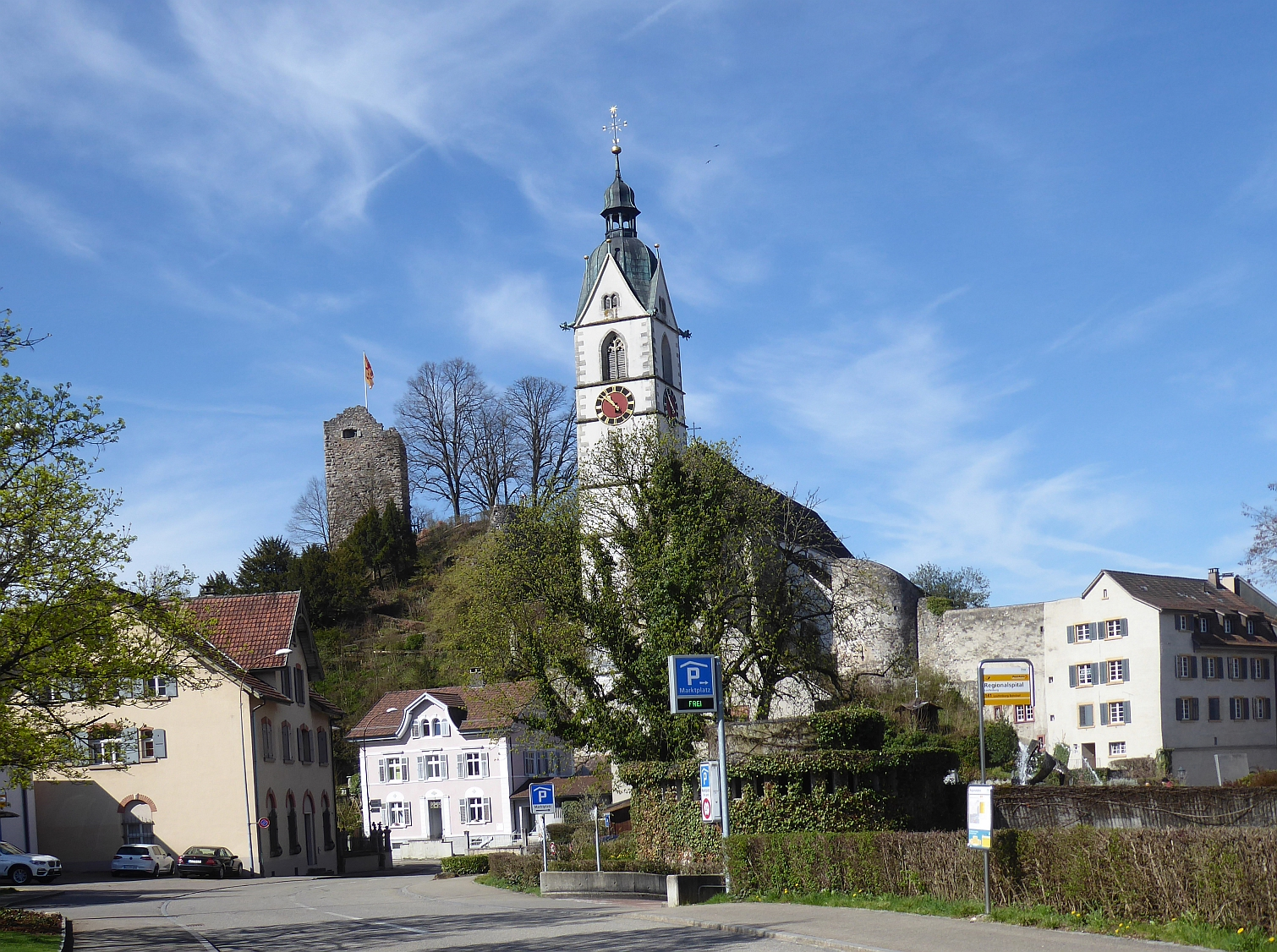
Stadtkirche Laufenburg AG

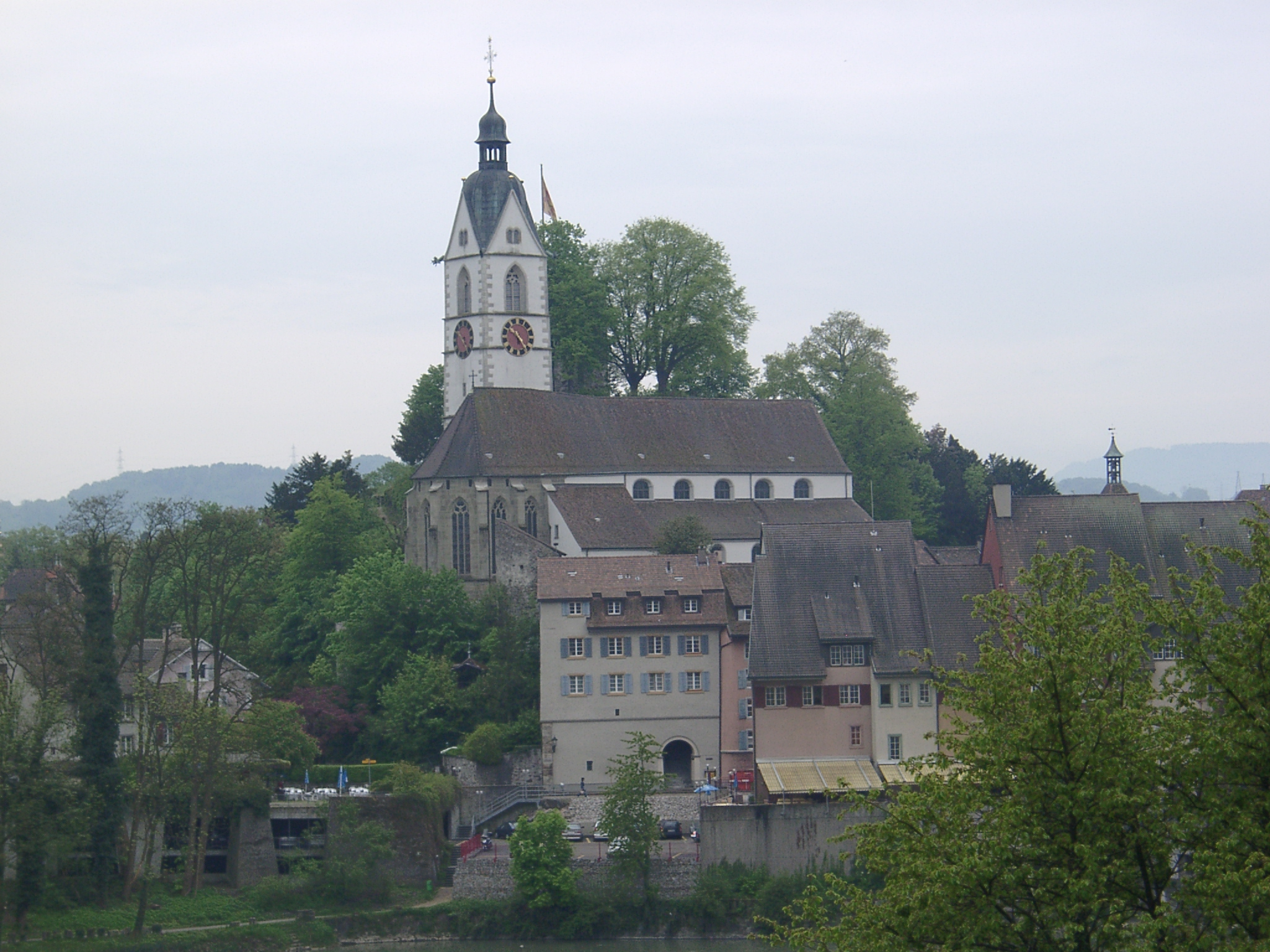
Die Kirche Laufenburg von der nördlichen, badischen Seite her gesehen

Die Stadtkirche Laufenburg befindet sich auf einem nordöstlichen Plateau des Burghügels in der Altstadt des schweizerischen Teils von Laufenburg. Sie ist zugleich die römisch-katholische Pfarrkirche von Laufenburg, mit dem Patrozinium Johannes des Täufers. Der heutige Bau entstand vermutlich zwischen 1439 und 1510, über die allfälligen Vorgängerbauten ist nichts bekannt, da bisher keine Ausgrabungen stattfanden. Die Kirche steht unter eidgenössischem Denkmalschutz.

## Lage

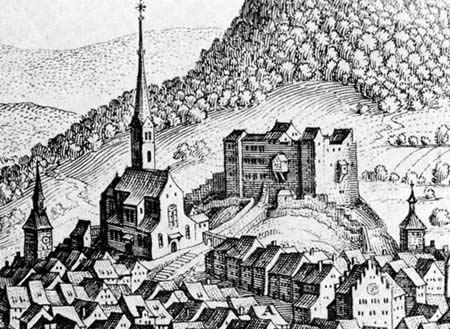
Die Burg und die Kirche vor 1640

Die Kirche befindet sich auf einem Plateau auf dem Burghügel innerhalb der Stadtmauern von Laufenburg. Seitdem die höher gelegene Burg bis auf den Hauptturm abgebrochen wurde, tritt die Kirche noch markanter in Erscheinung. Die östliche Stützmauer der Kirche war ein Teil der Kasematte.

## Geschichte
Einer der ersten Geistlichen in Laufenburg war vermutlich der Leutpriester mit einem Helfer, der 1248 erwähnt wird. Es muss also schon zu diesem Zeitpunkt eine Kirche in der Stadt gegeben haben, auch wenn deren Bau urkundlich nicht nachweisbar ist. Im frühen 14. Jahrhundert wird ein zweiter Leutpriester für die Pfarrei der Heiliggeistkirche in Klein-Laufenburg erwähnt, die damals eine Filiale der Pfarrkirche von Murg war. Die Pfründen beider Kirchen waren im Besitz des Klosters Säckingen. Trotzdem gehörten schon damals die beiden Kirchen und Ufer des Rheins unterschiedlichen Bistümern an, die linke (schweizerische) zum Bistum Basel, die rechte (badische) zum Bistum Konstanz.

### Baugeschichte
Der Ursprung der ersten Kirche Laufenburgs liegt im Dunkeln. Am wahrscheinlichsten ist, dass das Frauenkloster Säckingen schon vor der Stadtgründung hier ein Gotteshaus errichten liess. Auf eine frühe Gründung/Stiftung weist auch das Patrozinium hin, denn Johannes der Täufer war zu fränkischer Zeit ein beliebter Heiliger und entsprechend oft wurde er als Patron einer Kirche auserwählt. Da bisher keine Ausgrabungen oder Sondierungen vorgenommen wurden, ist über eine oder mehrere Vorgängerbauten aus archäologischer Sicht nichts beizubringen.
Auch über den Bau der heutigen Kirche ist nicht alles geklärt. Zwar kann anhand einer Spende, die vom Rat der Stadt geleistet wurde, der Bau des Chores auf die Zeit um 1439 datiert werden. Bekannt ist auch, dass die Stadt Baden 1441 zwei Gulden für den Bau dieser Kirche leistete. Die Bauarbeiten zogen sich vermutlich über zwei Generationen hin, das Gebäude wurde vom Schiff zum Chor erbaut. Als Werkmeister wird ein Sebastian Gisel, vermutlich ein Einheimischer, erwähnt. Die Sakristei wurde 1489 vollendet, dieses Datum ist jedenfalls an ihr in Stein gemeisselt worden. Die Burger erbaten 1510 zum Abschluss der Bauarbeiten vom Kaiser Maximilian I. einen Beitrag zu einem gemalten Chorfenster. Die Bauzeit der gotischen Kirche wird deshalb von 1439 bis 1510 angenommen.
Der alte Glockenturm (vermutlich vom Vorgängerbau übernommen) wurde 1588 durch die beiden Meister Hans Rosenplatt und Kaspar Simon abgetragen. Der neue gotische Turm wurde anstelle des Chores der Liebfraukapelle errichtet, und zwar von den Baumeistern Stefan Wetzel, Lorenz Staller, Heinrich Mandacher und Melchior Huber. Der Turm erlitt 1638 beim Angriff der Götzen'schen Armee während des Dreissigjährigen Krieges starke Beschädigungen und erhielt 1653 deswegen einen neuen Helm als Spanische Haube von Fridolin Mörikofer. Die Entwürfe dafür werden dem Fabriciarius der Schweizer Kapuzinerprovinz Probus Heine zugeschrieben.

## Bauwerk
Das gesamte Bauwerk ist im gotischen Baustil erbaut worden und grösstenteils noch so erhalten. Die Schiffsfenster wurden später barockisiert, und auch der Turmhelm ist nicht mehr original. Das gesamte Bauwerk hat einen unregelmässigen schiefwinkligen Grundriss, was in erster Linie dem Baugrund auf dem Hügel zuzuschreiben ist. Die Hauptachsen des Schiffes und des Chores liegen aber auf einer Linie.
Im Kirchturm befindet sich ein fünfstimmiges Glockengeläut mit ausnahmslos historischen Kirchenglocken:

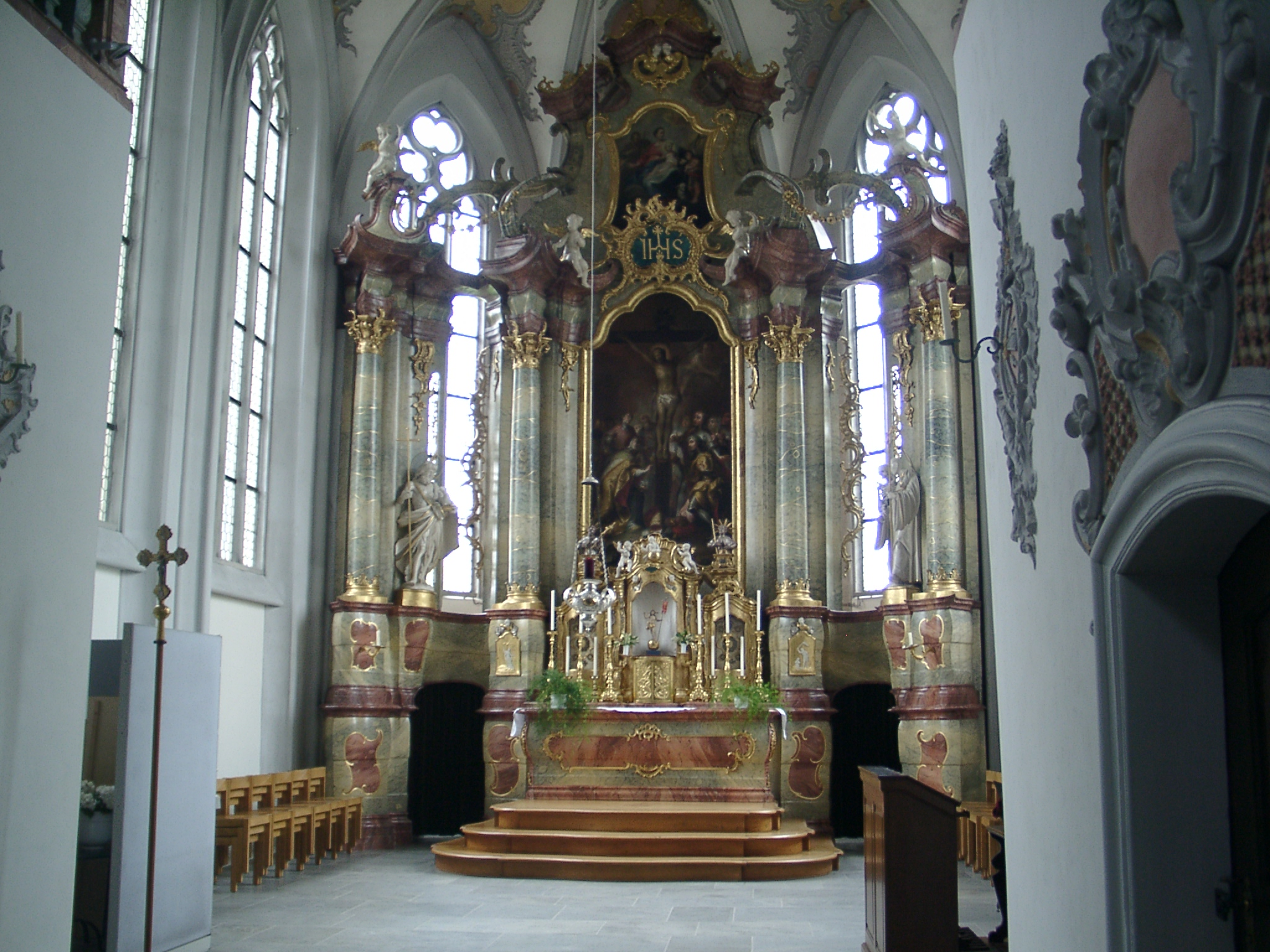
Hochaltar

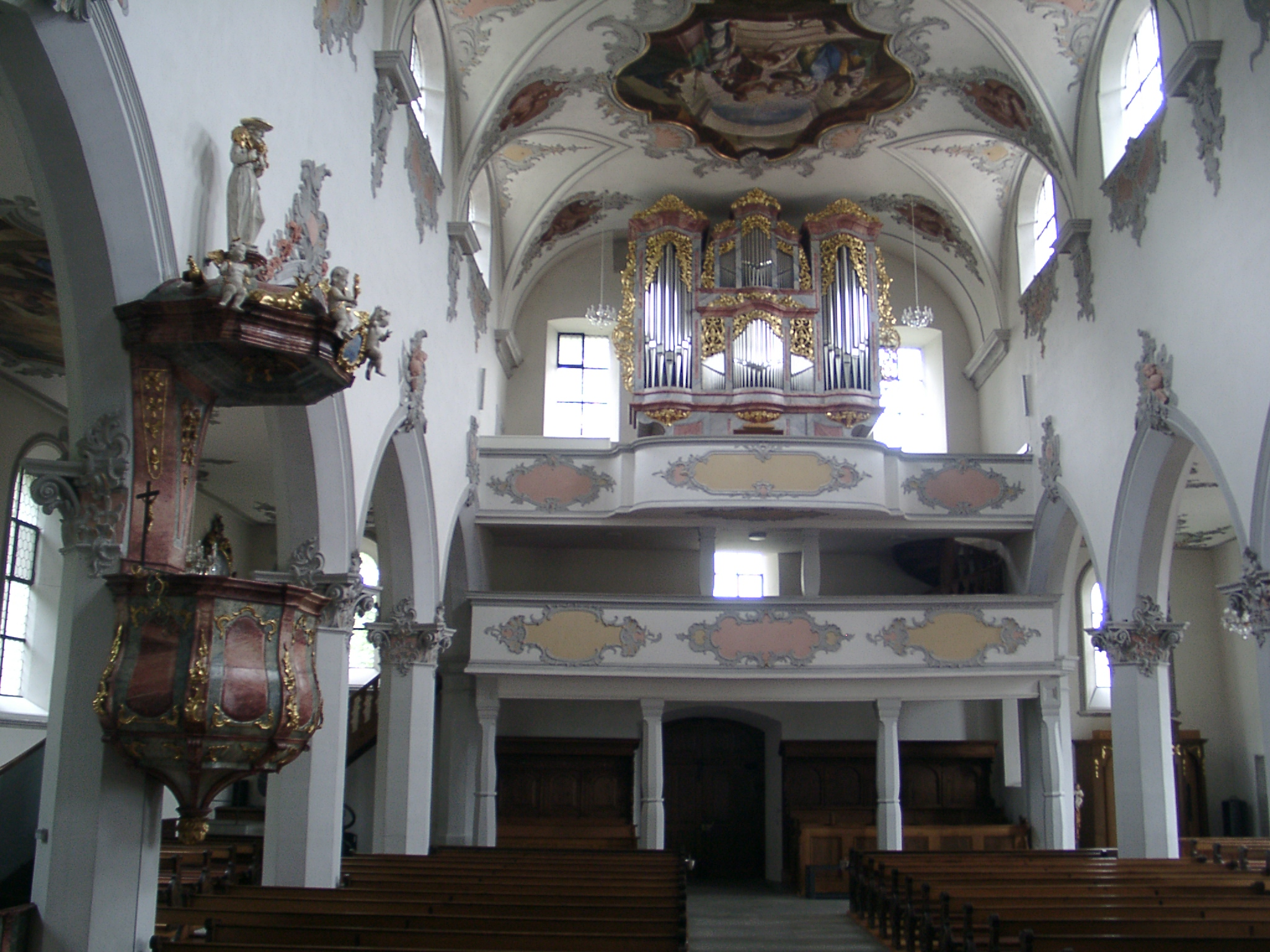
Blick zur Orgel

| Glocke | Gussjahr | Gießer                              | Schlagton |
| ------ | -------- | ----------------------------------- | --------- |
| 1      | 1592     | Moritz Schwartz, Luzern             | H°        |
| 2      | 1592     | Moritz Schwartz, Luzern             | d′        |
| 3      | ca. 1400 |                                     | g′        |
| 4      | 1570     |                                     | b′        |
| 5      | 1650     | Johann Bernhard Schury, Rheinfelden | es″       |

## Innenausstattung
Der Innenraum wurde teilweise schon zwischen 1750 und 1753 dem Barock angepasst, wobei man auch die Fenster des Schiffes veränderte. Er wurde dann zwischen 1776 und 1779 durchgreifend barockisiert.
Auf der oberen der zwei übereinander liegenden Emporen steht die Orgel, die von der Manufaktur Metzler Orgelbau aus Dietikon in das historische barocke Orgelgehäuse von 1780 eingebaut wurde. Sie verfügt über 26 Register auf zwei Manualen und Pedal. Zwischen der Orgel von 1780 des Orgelbauers Johannes Treyer aus Wallbach bei Säckingen mit 24 Registern auf zwei Manualen und Pedal und der heutigen Orgel gab es ein weiteres Instrument von 1910 mit 26 Registern, das Carl Theodor Kuhn aus Männedorf im alten Gehäuse errichtet hatte.

## Nachweise
1. ↑  Radio SRF: Glocken der Heimat – Laufenburg, St. Johann
2. ↑  Orgelverzeichnis Schweiz und Liechtenstein: Orgelprofil Kath. Kirche Johannes der Täufer Laufenburg AG

Koordinaten: 47° 33′ 43,1″ N, 8° 3′ 41,1″ O; CH1903: 646872 / 268105